# ジャン2世善良公の肖像
『ジャン2世善良公の肖像』（ジャンにせいぜんりょうこうのしょうぞう、仏: Jean II le Bon、英: John the Good）は、パリの宮廷画家の1人と思われるフランスの無名の画家が14世紀中ごろ、樫板上に膠絵具と金箔で制作した肖像画である。善良公（王）として知られるフランス王ジャン2世を描いたこの作品はフランスの板絵としては最古のものの1つであるだけでなく、現存するフランス最古の肖像画とされる。1925年以来、フランス国立図書館から永久寄託の形でパリのルーヴル美術館に所蔵されている。

## 作品
この絵画は、古代以降のヨーロッパで初めて壁画や装飾の一部ではなく、独立して描かれた肖像画だとされる。中世にも主に支配者の肖像画はあったが、理想化されている上に型にはまった描き方で、銘文や紋章、王権を象徴するものもなく、誰の肖像画なのかわからなかった。
画面上部の「フランス王ジャン」の文字は、後に描き加えられたものと思われるが、本作には王冠や王笏など王権を示すものがまったく描かれていないため、ジャン2世が即位する1350年以前に描かれたものであろう。この絵画を制作した無名の画家は、肩まで届く整った髪の毛と短い髭、鋭い視線、目立つ鼻梁、口元に浮かぶかすかな笑みなどジャン2世の姿を個性豊かに描き出している。この半身の肖像画は、神やイエス・キリスト、聖人ではなく、世俗の王の肖像をいかなる粉飾も施さずに描かれている点で画期的なものである。一方で、背景の金地は王の威厳を高めている。
本作は横顔で描かれているが、それは支配者を描くときの伝統であった。古代ローマ時代のコインには皇帝の横顔の肖像が刻まれていた。また、アヴィニョンで絵画を制作していたイタリア人画家たちもの多くも、この伝統にしたがっていた。シモーネ・マルティーニもその1人で、ジャン2世はマルティーニを知っていた可能性がある。